# Nüzi shier yuefang
Nüzi shier yuefang (chinesisch 女子十二樂坊 / 女子十二乐坊, Pinyin Nǚzǐ shíèr Yùefǎng, engl. Twelve Girls Band) ist eine chinesische Musikgruppe, deren rein weibliche Besetzung auf traditionellen chinesischen Instrumenten moderne Popmusik spielt und traditionelle chinesische Musik modern interpretiert. Alle Mitglieder stammen von Musik-Eliteschulen der Volksrepublik. Wie der Name schon andeutet, stehen immer zwölf Musikerinnen auf der Bühne, es haben jedoch schon einige Mitglieder gewechselt. Gegründet wurde die Band am 18. Juni 2001 in Peking, ihr erstes Konzert gaben sie am 5. Oktober 2001 im Beijing Century Theater. Seitdem ist die Gruppe in der Volksrepublik sehr populär geworden, aber auch in Japan, wo ihr erstes Album innerhalb von zwei Monaten über eine Million Mal verkauft wurde. Auf ihrer großen Asientour im Jahr 2004 gaben sie Konzerte in Singapur, Malaysia, Indonesien, Taiwan, Thailand und Hong Kong.
Die Gruppe verwendet hauptsächlich die folgenden traditionellen chinesischen Elemente: Erhu (Streichinstrument), Pipa (chinesische Laute), Guzheng (Zither), Yangqin und Dizi (Flöte). 

## Mitglieder (nach Instrumenten)
- Erhu
  - 秦子婧(Qin Zijing)
  - 上官振楠(Shangguan Zhennan)
  - 于秋実(Yu Qiushi)
  - 金晶(Jin Jing)
  - 羅翩翩(Luo Pianpian)
- Pipa 
  - 石娟 (Shi Juan)
  - 仲宝 (Zhong Bao)
- Zhongruan 
  - 臧暁鵬(Zang Xiaopeng)
- Zhudi 
  - 陳雪嬌 (Chen Xuejiao)
  - 廖彬曲 (Liao Binqu)
- Yangqing 
  - 張静(Zhang Jing)
  - 馬亜晶 (Ma Yajing)
- Guzheng 
  - 于秋璇(Yu Qiuxuan)
- Duxianqin
  - 唐小媛(Tang Xiaoyuan)

## Alben
- Beautiful Energy,
- Miracle Live
- Eastern Energy
- Romantic Energy (2010)
- Shining Energy
- Twelve Girls of Christmas (2010)

## Auszeichnungen
- 2003: Japan Gold Disc Award, Artist of the Year
- 2004: 5 Medaillen bei 6 Nominierungen von der Chiana Light & Soft Music Association